# 徐夔典
徐夔典，原名鏞，字石林，浙江仁和縣人，清朝政治人物，進士出身。

## 生平
道光十五年（1835年）登二甲進士，授官戶部主事，善書法。